# Harrie Lemmens
Harrie Lemmens (Weert, 1953) is een Nederlandse literair vertaler en schrijver.

## Korte biografie
Harrie Lemmens heeft sinds 1989 meer dan 100 boeken van het Portugees naar het Nederlands vertaald. Hij studeerde tussen 1971 en 1979 Wijsbegeerte en Nederlands in Nijmegen. Van 1981 tot 1983 was hij in Berlijn (DDR) werkzaam als vertaler en docent Nederlands aan de Humboldt Universität.
Lemmens heeft de meeste vertalingen van het Portugees naar het Nederlands op zijn naam staan. Twintig procent van de gehele productie van vertalingen uit het Portugees in de periode 1895-2013 staan op zijn naam. In 2006 ontving hij de vertaalprijs van het Fonds voor de Letteren. Van hem is de uitspraak: "Vertalen is verzinnen wat er staat".

## Vertalingen
Lemmens begon in 1985-1986 met het vertalen van vijf boeken van het Duits naar het Nederlands. In 1985 vertaalde hij ook een boek van het Nederlands naar het Duits: Louis Couperus, Von alten Menschen, den Dingen, die vorübergehen (Van oude mensen, de dingen die voorbijgaan). Verder heeft hij in 1987 een boek uit het Spaans naar het Nederlands vertaald en respectievelijk in 1985, 1988 en 1996 drie boeken van het Engels naar het Nederlands.
Sinds 1989 heeft hij ruim honderd boeken (proza en gedichten) van het Portugees naar het Nederlands vertaald. Zijn eerste vertaling was: J. Rentes de Carvalho, Portugal een gids voor vrienden (Portugal um guia para amigos) 1989. Van de volgende auteurs heeft hij meer dan tien boeken vertaald:
- António Lobo Antunes
- José Saramago

Van de volgende auteurs heeft hij meer dan vijf boeken vertaald:
- José Rentes de Carvalho
- João Ubaldo Ribeiro
- Fernando Pessoa
- José Eduardo Agualusa

Van de volgende auteurs heeft hij drie of meer boeken vertaald:
- Mia Couto
- Dulce Maria Cardoso
- Eça de Queiroz

## Onderscheidingen en literaire prijzen
In 2006 ontving hij de vertaalprijs van het Fonds voor de Letteren voor zijn omvangrijk en invloedrijk vertaaloeuvre en zijn ambassadeurschap voor de Portugeestalige literatuur. Citaat: Het is voor een belangrijk deel aan dit ambassadeurschap te danken dat de Portugeestalige literatuur in de Nederlandse boekhandel zo zichtbaar vertegenwoordigd is en het Portugees daar nauwelijks nog als een ‘kleine’ taal kan gelden.
Op 22-2-2022 ontving hij uit handen van de Portugese president de onderscheiding Commandeur in Orde van de Infant Dom Henrique (Portugees: "Ordem do Infante Dom Henrique") voor zijn bijdragen aan de verspreiding van de Portugese cultuur, haar geschiedenis en haar waarden.

## Persoonlijk
Lemmens is getrouwd met vertaalster en fotografe Ana Carvalho. Zij hebben samen een zoon en een dochter. Afwisselend wonen zij in Almere, Nederland en in Porto, Portugal.
Lemmens heeft een eigen website waarop al zijn gepubliceerde vertalingen opgesomd staan en de vertalingen en de boeken die in voorbereiding zijn.
Samen met Ana Carvalho en Marilyn Suy maakt hij sinds 2016 Zuca-Magazine, zowel een website als een tijdschrift (onregelmatige publicatie), bedoeld als paspoort voor de Portugese taal. De naam verwijst naar de schrijver Zuca Sardan.